# Jane Glover
Pour les articles homonymes, voir Glover.
Jane Glover, née le 13 mai 1949 à Helmsley (Yorkshire), est une cheffe d'orchestre et musicologue britannique.

## Biographie
Jane Glover étudie la musicologie au St Hugh's College d'Oxford. Elle fait ses débuts dans la direction d'orchestre en 1975, avec L'Eritrea de Cavalli au festival de Wexford (Wexford Festival Opera),.
Elle est directrice musicale des London Mozart Players de 1984 à 1991. En 1999 et 2000, elle s'est produite au Grand-Théâtre de Bordeaux dans Haendel (Giulio Cesare) et Gluck (Iphigénie en Tauride.
Bienfaitrice de son alma mater Haberdashers' Monmouth School for Girls (en), elle est promue dame commandeur de l'ordre de l'Empire britannique (DBE) aux honneurs du nouvel an 2021.

## Œuvres

### Écrits
- The Teatro Sant'Apollinare and the development of seventeenth-century Venetian opera, thèse, Université d'Oxford, 1975 (OCLC 43141554)
- Cavalli, Londres, Batsford, 1978, 191 p. (OCLC 844283780)
- « The Venetian operas », dans Denis Arnold et Nigel Fortune, The New Monteverdi Companion, Londres, Faber 1985, p. 288–318 (OCLC 695056582 et 12522632)
- Mozart's women : the man, the music, and the loves of his life, MacMillan, 2006 (OCLC 71642136)

### Discographie
Jane Glover a essentiellement publié chez le label ASV avec Mozart, Haydn,  Schubert, Britten et Walton avec les London Mozart Players. Elle a aussi effectué quelques enregistrements de Haendel chez Sinclair, Mendelssohn (avec le RPO) chez Tring international et Mozart/Wolf-Ferrari/Hummel chez Gallo.

### Articles contextuels
- Festival de Glyndebourne
- (en) Worshipful Company of Haberdashers (en)